# Тюдзендзи
Тюдзендзи (Тюдзендзи-Ко, Тюдзэндзи; устар. Чуйзенжи, Чунзенжи; яп. 中禅寺湖) — пресноводное горное озеро на северо-востоке центральной части японского острова Хонсю. Располагается на территории префектуры Тотиги. Входит в состав национального парка Никко. Относится к бассейну реки Тоне. Сток из озера идёт на восток через реку Дайя, впадающую в Кину.
Тюдзендзи представляет собой олиготрофное озеро завального происхождения, находящееся на высоте 1269 м над уровнем моря у подножия вулкана Нантай. Площадь озера составляет 11,8 км², глубина достигает 163 м. Протяжённость береговой линии — 22 км. С северной стороны в Тюдзендзи впадает река Юкава, вытекающая из озера Юноко.
У восточной оконечности озера на реке Дайя находится один из живописнейших водопадов Японии — Кэгон.